# World Games 2009/Tanzen
 Bei den World Games 2009 in Kaohsiung fanden im Tanzen drei Wettbewerbe statt.

## Ergebnisse

### Latein
| Platz | Nation             | Namen                                          |
| ----- | ------------------ | ---------------------------------------------- |
| 1     | Russland           | Alexey Silde / Anna Firstova                   |
| 2     | Slowenien          | Jurij Batagelj / Jagoda Štrukelj               |
| 3     | Italien            | Gabriele Goffredo / Antonella Goffredo         |
| 4     | Deutschland        | Timo Kulczak / Motshegetsi Mabuse              |
| 6     | Polen              | Marek Fiska / Kinga Jurecka                    |
| 7     | Kanada             | Jean-Philippe Milot / Laurence Melancon-Bolduc |
| 8     | Lettland           | Daniils Kutuzovs / Viktoria Puhovika           |
| 9     | Vereinigte Staaten | Sergey Onik / Melissa Blanco                   |
| 10    | Finnland           | Markku Hyvaerinen / Disa Kortelainen           |
| 10    | Ukraine            | Dmytro Rosenko / Nataliia Granko               |
| 10    | Japan              | Yumiya Kubota / Rara Kubota                    |
| 10    | Österreich         | Zufar Zaripov / Anna Ludwig                    |
| 13    | Israel             | Yosef Laskin / Yevgenya Libman                 |
| 14    | Portugal           | Carlos Custodio / Elena Plescenco              |
| 15    | Litauen            | Valerijus Osadchenko / Olga Osadchenko         |
| 16    | Chinesisch Taipeh  | Yen-Ming Peng / Hsin-Chi Zi                    |
| 16    | Ungarn             | Nagymihály Balázs / Szögi Szilvia              |
| 18    | Südkorea           | Kim Sung Min / Kim Mi Sun                      |
| 19    | Kirgisistan        | Aleksei Kibalko / Viktoriya Kachalko           |
| 19    | Philippinen        | Ronnie Steeve Vergara / Charlea Lagaras        |
| 21    | Thailand           |                                                |
| 22    | Südafrika          | Keoikantse Motsepe / Otile Mabuse              |
| 22    | Hongkong           | Sum Chun Ng / Wai Yi Lam                       |
| 24    | Malaysia           | Kwok Leong Yong / Yee Zhen Gooi                |

### Rock ’n’ Roll
| Platz | Nation     | Namen                             |
| ----- | ---------- | --------------------------------- |
| 1     | Frankreich | Christophe Payan / Kathy Richetta |
| 2     | Russland   | Ivan Yudin / Olga Sbitneva        |
| 3     | Russland   | Ivan Klimov / Katrin Gazazyan     |

### Standard
| Platz | Nation      | Namen                                |
| ----- | ----------- | ------------------------------------ |
| 1     | Italien     | Paolo Bosco / Silvia Pitton          |
| 2     | Deutschland | Benedetto Ferruggia / Claudia Köhler |
| 3     | Russland    | Marat Gimaev / Alina Basyuk          |